# 西科斯基 X2
西科斯基 X2 是一架由塞考斯基飛機公司研製的實驗性同軸旋翼高速復合直升機，2008年首飛，2011年正式退役。

## 發展
西科斯基開發X2的預算為5000萬美元，該設計整合幾個早期設計項目中累積的技術。S-69/XH-59A證明使用兩個噴氣發動機提供輔助推進的同軸直升機可以實現高速行駛，但同時機身振動過大和油耗過高。Cypher UAV電傳飛行器讓斯科斯基對同軸飛行的控制有新的見解，RAH-66卡曼契直升機則累積複合葉片和先進傳動設計方面的專業知識。
其他積累的技術包括減慢「消旋」 剛性旋翼相距兩英尺，受UH-60黑鷹直升機啟發的主動力反振動， 以及在向前飛行時將大部分動力用於推進螺旋槳而不是葉片。與直升機不同的是，高速所需的動力大於懸停動力，而飛行員單獨控制螺旋槳動力。
而在研發時，試飛和飛行模擬相同時進行，以改進測試程序。電傳飛行系統由霍尼韋爾提供，旋翼由鹰之航集团(Eagle Aviation Technologies)提供，抗震技術由穆格公司提供，螺旋槳由 Aero Composites 提供。由於旋翼轂的阻力是葉片的10-20倍，西科斯基打算測試旋翼轂整流罩以減少40%的阻力，並在輪轂本身上測試飛行的整流罩，而不是旋翼轂之間的中央旋翼整流罩。此後，西科斯基獲得了適用於中央輪轂整流罩的“豎管”（旋轉葉片軸之間的固定管)專利。
2009年5月4日，西科斯基推出了X2的輕型武裝直升機版本， 並於2014年10月推出了原型機。
2014年6月，西科斯基/波音聯合提交基於X2基礎，而衍伸的未來垂直起降載具（FVL)的SB-1傲視者直升機，並於10月獲得陸軍批准。

### 歷史
X2於2008年8月27日在在紐約霍斯黑茲的Schweizer Aircraft首飛。該飛行持續了30分鐘。  該次飛行為一個四階段的飛行測試，並最終達到計劃的 250 節最高速度。X2於2009年7月在其螺旋槳完全接合的情況下完成了飛行。2010年5月下旬，西科斯基完成了測試的第三階段，X2在試飛中達到了181節。
2010年7月26日，西科斯基宣布X2在佛羅里達州西棕櫚灘的飛行測試中超過225節（259英里/小時；417公里/小時），非正式地超過在1986年由改裝過的韋斯特蘭山貓直升機創造的國際航空聯盟旋翼飛機世界速度紀錄216節（249英里/小時；400公里/小時）。
2010年9月15日，試飛員Kevin Bredenbeck以250節（290英里/小時；460公里/小時）的速度平飛，達到了西科斯基X2的設計目標， 創造了非官方速度記錄一架直升機。並且，-2在2˚至3˚的淺俯衝中達到了260節（300 英里/小時；480 公里/小時）的新紀錄速度，僅低於西科斯基 S-69達到的303英里/小時。 X2的噪音也很小，據稱在200節時的噪音水平與普通直升機在100節時的噪音水平相同。 在200節以上，旋翼速度從446降低到360RPM，以保持葉尖速度低於0.9馬赫，旋翼盤略微抬頭，升阻比約為一架傳統的直升機，並在飛行測試期間也成功地進行了不干涉飛行。
2011年7月14日，X2完成最後一次飛行，在23次試飛共計飛行22小時後正式退役。X-2於 2016年10月捐贈給美国国家航空航天博物馆，並在弗吉尼亞州尚蒂利的史蒂文·烏德沃爾哈齊中心展出。

## 外部連結
- Sikorsky X2 company page Archive from 2009
- Sikorsky X2 (proposed) on unicopter.com （页面存档备份，存于） (patent list at the bottom)
- "Sikorsky Calls X2 Shape of the Future", Aviation Week, 25 February 2008 （页面存档备份，存于）
- "Sikorsky X2 In Blades-On Ground Tests", Aviation Week, 21 May 2008 （页面存档备份，存于）
- "Hyper Helos: Prototypes coming off the drawing board and into the race", Flight International, 3 July 2008 （页面存档备份，存于）
- "Swamp Pirates" （页面存档备份，存于）, Aircraft Owners and Pilots Association, October 1, 2011
- Sikorsky X-2 at the Stuart Air Show, Nov 11, 2011